# Malopestxanka
Malopestxanka (en rus: Малопесчанка) és un poble de l'óblast de Kémerovo, a Rússia, que en el cens del 2010 tenia 719 habitants, pertany al districte de Mariïnsk.